# 2019 en fantasy
| Années de la fantasy : 2016 - 2017 - 2018 - 2019 - 2020 - 2021 - 2022    |
| Décennies de la fantasy : 1980 - 1990 - 2000 - 2010 - 2020 - 2030 - 2040 |

L'année 2019 est marquée, en matière de fantasy, par les événements suivants.

## Romans - Recueils de nouvelles ou anthologies - Nouvelles
- Début du cycle des Légendes d'Alagaësia, la suite de celui de L'Héritage, avec le recueil La Fourchette, la Sorcière et le Dragon (publié en version originale en anglais américain le 31 décembre 2018 et en français le 18 septembre 2019)

## Bandes dessinées, dessins animés, mangas
- 28 octobre : publication sur YouTube du pilote d'Hazbin Hotel
- 25 novembre : publication sur YouTube du pilote d'Helluva Boss, son spin-off